# Omphalucha apira
Omphalucha apira là một loài bướm đêm trong họ Geometridae.